# 蝙蝠俠：黑暗騎士歸來 (動畫電影)
《蝙蝠俠：黑暗騎士歸來》（英語：Batman: The Dark Knight Returns）是分成上下兩部的錄影帶首映的超級英雄動畫電影，改編自法蘭克·米勒於1986年發行的漫畫《蝙蝠俠：黑暗騎士歸來》。導演為傑·奧利瓦，而曾參與過《超人：鋼鐵英雄》、《蝙蝠俠：元年》、《蝙蝠俠：決戰紅帽火魔》等藝術家都有回歸本片。上集於2012年9月25日推出，下集於2013年1月29日發行，而在2013年10月8日時又推出了二合一的豪華版。為DC宇宙動畫原創電影的第十五部。

## 劇情
故事敘述老年的蝙蝠俠體力和聲名已不如從前，但為了保護高譚市而再度重出江湖。
在蝙蝠俠消失的十年後，高譚市因為一個名為變種軍團（The Mutant）的武裝幫派為非作歹，犯罪率急速上升，讓這座繁華城市變成充滿恐怖和兇殺的罪惡王國。嫉惡如仇的吉姆·戈登探長即將退休，卻不免成為變種軍團下一個襲擊的目標。而隨著雙面人哈維·丹特走出精神病院，高譚市被帶入更加陰冷的黑暗之中。
與此同時，富翁布魯斯·韋恩持續享受著養尊處優的上流生活，然而卻因為犯罪事件層出不窮，一股焦躁之感正不斷纏繞著他的內心。隨著舊日記憶的複蘇，一步步引導著他再次拿起擱置已久的戰鬥服。夜幕降臨，老態龍鍾的蝙蝠俠穿梭城市的陰暗角落，以無情的手段懲治惡徒。正義戰士歸來，正邪之爭日趨白熱化......

## 配音員
- 彼得·韋勒 配音 布魯斯·韋恩／蝙蝠俠[6]
- 莎隆·溫特 配音 嘉莉·凱利／羅賓[6]
- 大衛·賽爾比 配音 詹姆斯·高登[6]
- 韋德·威廉士 配音 哈維·丹特／雙面人[6]
- 迈克尔·爱默生 配音 小丑[6]
- 加里·安東尼·威廉斯 配音 變種軍團領袖
- 麥可·傑克森 配音 阿爾弗萊德·潘尼沃斯
- 布魯斯·蒂姆 配音 湯瑪士·韋恩
- 馬克·瓦雷 配音 克拉克·肯特／超人[7]
- 羅賓·阿特金唐斯 配音 奥利佛·昆恩／綠箭俠

## 外部連結
- 互联网电影数据库（IMDb）上《Batman: The Dark Knight Returns, Part 1》的资料（英文）
- 互联网电影数据库（IMDb）上《Batman: The Dark Knight Returns, Part 2》的资料（英文）